# Knut Svensson (löjtnant)

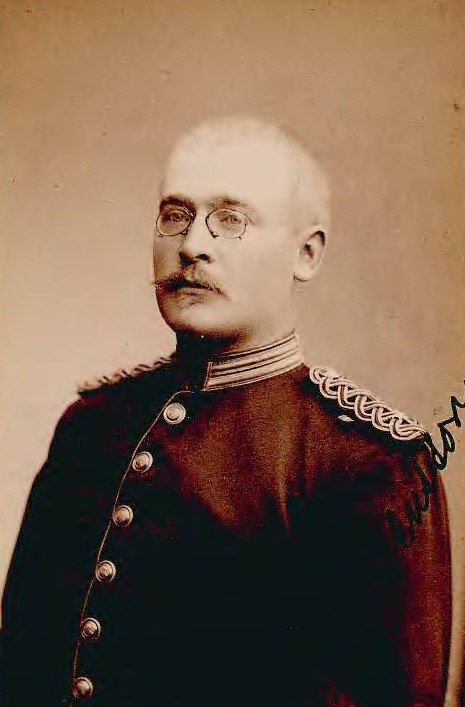
Knut Svensson

Knut Jakob Theodor Svensson, född 24 mars 1863 i Eskilstuna, död 13 november 1898 i Kabambare i Kongostaten, var en svensk militär i tjänst hos Kongostaten.
Svensson avlade studentexamen i Uppsala och inskrevs därefter vid krigsskolan, genomgick skjutskolan vid Karlsborg och gick in vid Dalregementet den 24 april 1883. Den 13 november 1885 erhöll han sin officersfullmakt och han blev löjtnant 1892.
Med erhållen tre års permission begav sig Svensson i början av oktober 1894 till Kongo, där han omedelbart anställdes som officer i Kongostatens tjänst.
Svensson erhöll graden capitaine commandant samt dekorerades med Kongostjärnan och riddartecknet av Kongostatens Lejonorden.